# Hotel Modern
Hotel Modern ist ein niederländisches Theaterkollektiv in Selbstverwaltung, das 1997 in Rotterdam gegründet wurde. Spielstätte ist der Stichting Kunst & Complex (eine Stiftung). Ihr Medium sind verformbare fingergroße Puppen und andere etwa fingergroße Spielfiguren in einem Figurentheater. Regie, Konzept und Spiel stammen von Pauline Kalker, Arlène Hoornweg und Herman Helle. Arlène und Pauline sind Absolventinnen der Arnhemse Toneelschool. Herman Helle (1953) ist als Bühnenbildner in den Niederlanden bekannt. Das Soundkonzept stammt von Ruud van der Pluijm; Bühnen- und Videotechnik von Saskia de Vries und Joris van Oosterhout.
Bekannt wurde die Gruppe mit internationalen Einladungen ihrer Produktion Kamp.

## Kamp
"Kamp - Lager" versucht den Alltag im KZ Auschwitz-Birkenau nachzustellen. Dies geschieht in einem architektonischen Nachbau des gesamten Lager-Komplexes im Maßstab 1:20 mit der Bahnlinie samt Selektionsrampe und Details wie den Baracken, Gaskammern und Verbrennungsöfen. Es werden etwa 3.000 fingergroßen Figürchen in Häftlings- und SS-Uniformen aufgestellt und bewegt. Dazu gehören z. B. einzelne Figuren, aber manchmal auch ganze Gruppen, Ankunft des Zugs, die Selektion, ein Häftling fegt  die Straße, einer wirft sich in den Drahtzaun, vier Häftlinge werden gehängt. Für die Zuschauer wird das Geschehen von handgroßen Kameras auf Monitoren übertragen. Die Bilder in sepiabraunem Farbton haben eine eigene Formensprache. Gespielt wird ohne Text.